# Monte Giovo
Il monte Giovo (1.991 m s.l.m.) è tra le più alte vette dell'Appennino tosco-emiliano e la seconda della provincia di Modena.

## Descrizione
Situato tra i comuni di Pievepelago dalla parte modenese e Barga, dalla parte della valle del fiume Serchio, sovrasta con uno strapiombo di quasi 500 m il Lago Santo modenese, uno dei più grandi e alti dell'Appennino settentrionale.  Importanti cime vicino al monte Giovo sono il monte Rondinaio, il Sasso Tignoso, l'Alpe Tre Potenze. Nei giorni particolarmente limpidi la vista dalla vetta può arrivare persino al mare. 
Sulla cima si erge la croce degli scout, realizzata per volontà di Emilio Balestri e Tullio Marchetti nel 1963 e restaurata nel 1998.

## Storia
Il nome della montagna potrebbe derivare dal latino "giovio", aggettivo che significa "pertinente a Giove" (come, ad esempio, Marzio significa pertinente a Marte), e la dedica a tale divinità potrebbe mettersi in relazione con il nome del sottostante "lago Santo".

## Accesso alla cima
È raggiungibile attraverso il sentiero CAI 527 o col sentiero 525;  inoltre è attraversato dal sentiero appenninico di crinale 00 (alta via dei 2000).